# Bahattin Köse
Bahattin Köse (sinh 26 tháng 8 năm 1990) là một cầu thủ bóng đá Thổ Nhĩ Kỳ thi đấu cho cho câu lạc bộ Thổ Nhĩ Kỳ Adanaspor.

## Sự nghiệp
Köse khởi đầu sự nghiệp ở TuS Wischerhöfen và ký hợp đồng và mùa hè năm 2008 cho Rot Weiss Ahlen. Anh ra mắt chuyên nghiệp trong trận đấu ở DFB-Pokal ngày 22 tháng 9 năm 2009 trước SpVgg Greuther Fürth. Ngày 6 tháng 10 năm 2009, Köse ký hợp đồng chuyên nghiệp đầu tiên. Vào mùa hè 2011, anh chuyển đến gia nhập Arminia Bielefeld.
Vào tháng 5 năm 2012, Köse ký hợp đồng với R.A.E.C. Mons ở Giải bóng đá hạng nhất quốc gia Bỉ, bằng hợp đồng thời hạn 2 năm. Anh chuyển đến Thổ Nhĩ Kỳ cho câu lạc bộ ở Süper Lig Akhisar Belediyespor ngày 31 tháng 1 năm 2014.